# 鸣鹃鵙属
鸣鹃鵙属（学名：Lalage）是雀形目山椒鸟科下的一属，下有12个物种，主要分布于南亚、澳大利亚以及太平洋的一些岛屿上。主要以昆虫与植物果实为食，建巢于树木高处，形状小巧似杯。
鸣鹃鵙属的鸟类体型较小，约15至20厘米。体色主要为黑色、灰色和白色。
绝大多数物种都很常见，除了被列为近危的萨摩亚鸣鹃鵙以及已经绝灭的长尾鸣鹃鵙诺福克岛亚种。

## 物种列表
- 黑白鸣鹃鵙
- 黑鸣鹃鵙
- 白腰鸣鹃鵙
- 白肩鸣鹃鵙
- 白翅鸣鹃鵙
- 金腹鸣鹃鵙
- 白眉鸣鹃鵙
- 黑眉鸣鹃鵙
- 杂色鸣鹃鵙
- 斑鸣鹃鵙
- 萨摩亚鸣鹃鵙
- 长尾鸣鹃鵙 
  - 诺福克鹃鵙